# French Montana
Karim Kharbouch (n. 9 noiembrie 1984, Casablanca, Casablanca-Settat⁠(d), Maroc), cunoscut sub numele de scenă French Montana, este un rapper marocano-american. Născut și crescut în Maroc, acesta a emigrat cu familia lui în SUA când avea 13 ani. El este fluent în arabă, franceză și engleză. A debutat cu single-ul „Choppa Choppa Down”.